# Blu-ray
Discul Blu-ray (numit și BD, de la expresia engleză Blu-ray Disc) este un tip de disc optic de mare densitate folosit pentru stocarea de date, în special înregistrări video de înaltă rezoluție. A fost lansat pe piață pentru prima oară în iunie 2006 de către Sony.
Numele Blu-ray provine de la culoarea albastru-violet a razei laser cu care se fac citirea și scrierea acestui tip de disc. Din cauza lungimii de undă relativ mici (405 nm), un disc Blu-ray poate conține o cantitate de informații mult mai mare decât unul de tip DVD, care folosește un laser de culoare roșie de 650 nm. Astfel, un disc Blu-ray poate să conțină 25 GB pe fiecare strat, de peste 5 ori mai mult decât DVD-urile cu un strat (care au 4,7 GB); iar discurile Blu-ray cu două straturi (50 GB) pot stoca de aproape 6 ori mai multe date decât un DVD cu dublu strat (8,5 GB). Există mai mulți fabricanți care au lansat pe piață discuri Blu-ray inscripționabile și reinscripționabile, cu un singur strat sau cu strat dublu. Toate marile studiouri de la Hollywood produc filme în Blu-Ray. 
Discul Blu-ray este asemănător cu PDD, un alt format de disc optic lansat de Sony în 2003, care însă are o viteză de transfer mai mare: 88 Mbit/s, față de numai 36 Mbit/s în cazul discului Blu-ray. Pentru a realiza această performanță PDD folosește o tehnologie avansată și costisitoare, fapt pentru care piața sa se limitează la aplicații de arhivare a informațiilor de către firme, în timp ce discul Blu-ray se adresează pieței mult mai largi a consumatorilor casnici. Discul Blu-ray a avut ca principal rival formatul HD DVD.

## Istoric
Începând din anul 2000 producătorii de electronice au realizat un nou tip de laser, cu lungime de undă mai scurtă, de 405 nanometri, lungime de undă apropiată de culoarea albastră. Folosind noul tip de laser, Sony a pornit două proiecte diferite de realizare a unui nou tip de disc digital, unul în colaborare cu Philips numit UDO (Ultra Density Optical) și celălalt cu Pioneer, DVR Blue. Tehnologia folosită la aceste prototipuri era similară, și pe 19 februarie 2002, s-a anunțat oficial numele discului și anume Blu-ray. În aceeași zi s-a  constituit și Blu-ray Disc Association ce cuprindea inițial nouă membri: Sony, Panasonic, Pioneer, Philips, Thomson, LG, Hitachi, Sharp și Samsung. 
Primul Blu-ray player Sony BDZ-S77 a fost vândut pe piață în aprilie 2003. Peste aproximativ doi ani, în octombrie 2004, fundația s-a transformat în Blu-ray Disc Association, ce a primit cu această ocazie noi membri: Dell, HP, Mitsubishi, TDK și compania cinematografică 20th Century Fox. 

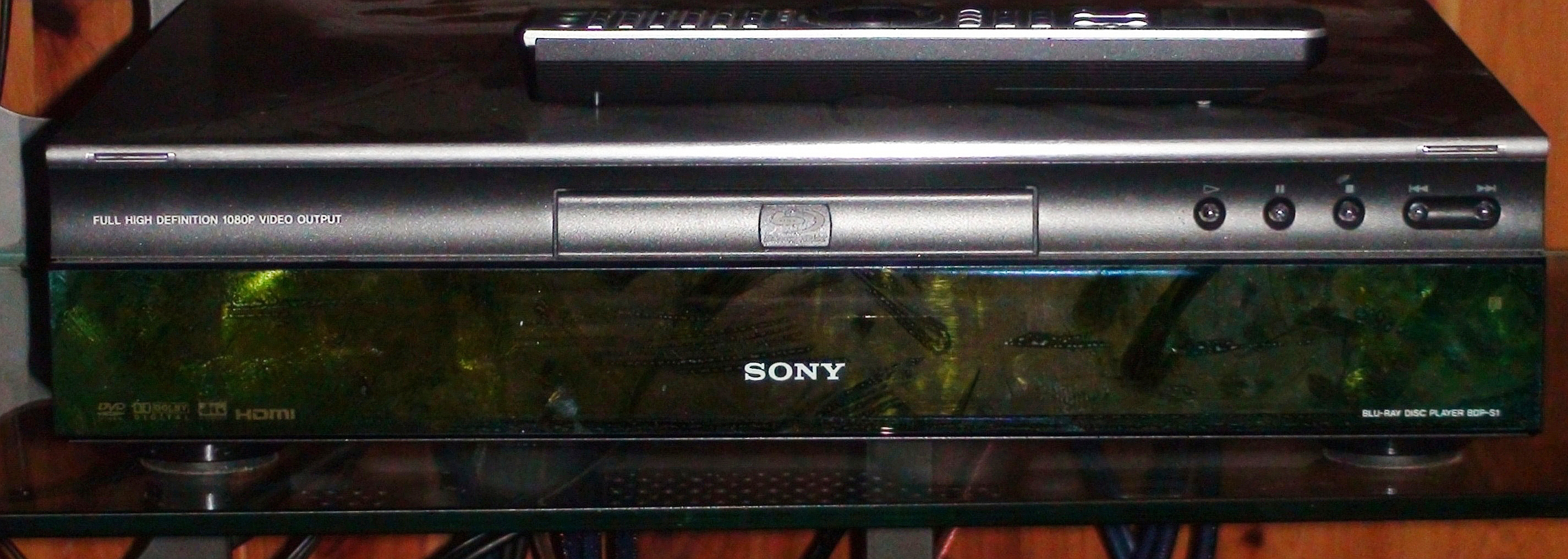
Sony BDP-S1

În ianuarie 2005 TDK a anunțat inventarea unui nou tip de polimer numit Durabis, foarte subțire, dar rezistent, ce va fi folosit la acoperirea suprafeței exterioare a noului disc. Specificațiile BD-ROM (Blu-ray Read Only Memory) au fost finalizate la începutul anului 2006. Primul player BD-ROM a fost Sony BDP-S1 vândut în iunie 2006, împreună cu primele filme înregistrate și vândute pe noile discuri Blu-ray de 25 de GB (cu un singur strat), iar ulterior, începând din octombrie 2006 a început și vânzarea filmelor înregistrate pe discuri Blu-ray de 50 de GB cu două straturi. Discuri Blu-ray audio au apărut pe piață în mai 2008. 
Primul Blu-ray drive pentru PC ce putea scrie noile discuri a fost lansat pe piață tot de Sony, în 18 iulie 2006, se numea BWU-100A. 
Din ianuarie 2007, discurile Blu-ray s-au vândut în cantități duble față de DVD-uri. Principalele studiouri de filme, 20th Century Fox, Warner Bros., Universal Studios și Paramount, au anunțat că-și vor comercializa filmele exclusiv pe discuri Blu-ray.

## Specificații technice
- Pe un Blu-ray de 50 GB pot fi stocate aproximativ 9 ore de video în format HD (înaltă definiție) sau aprox. 23 ore de video SD (calitate standard).
- În medie, un disc cu un singur strat poate să stocheze 135 de minute de video HD folosind codarea MPEG-2, iar spațiul adițional poate fi folosit pentru 2 ore de materiale de tip "bonus" cu o calitate standard. Un disc cu strat dublu va extinde acest un număr până la 3 ore în calitatea HD și 9 ore de materiale bonus la calitate standard (SD).

| Mărime Fizică          | Capacitate pe un singur strat | Capacitate pe ambele straturi |
| ---------------------- | ----------------------------- | ----------------------------- |
| 12 cm, un singur strat | 25 GB (23,3 GiB)              | 50 GB (46,6 GiB)              |
| 8 cm, un singur strat  | 7,8 GB (7,3 GiB)              | 15,6 GB (14,6 GiB)            |

### Specificații laser și optice
Sistemul Blu-ray Disc folosește un laser albastru-violet care funcționează la o lungime de undă de 405 nm, asemănătoare cu cel folosit pentru HD DVD. DVD-urile și CD-urile obișnuite folosesc laserele roșii și infraroșii la 650 nm și respectiv la 780 nm.

### Profiluri
Specificațiile pentru BD-ROM definesc patru profiluri pentru playerele Blu-ray. Toate profilurile bazate pe video trebuie să aibă implementarea completă a BD-J.

#### Profilul 1.0
Acesta este profilul fundamental, pe care sunt bazate toate playerele actuale de discuri Blu-ray. Playerele bazate pe acest profil trebuie să aiba 64 KB (0,0625 MB) pentru stocarea datelor aplicațiilor.
După noiembrie 2007 toate dispozitivele din această categorie sunt considerate învechite; la această dată profilul 1.1 a devenit obligatoriu.

#### Profilul 1.1, obligatoriu din noiembrie 2007
Profilul 1.1 adaugă un decoder video secundar (pentru Picture-in-Picture - PIP), audio secundar (pentru comentariu) și stocare locală de 256 MB. Conformarea cu acest profil este azi obligatorie, dar produsele existente deja nu sunt afectate.

#### Profilul 2.0 (BD-Live)
Profilul 2, cunoscut și ca "BD-Live", adaugă posibilitatea de fi conectat la o rețea ca o funcție obligatorie și crește capacitatea de stocare locală la 1 GB.

#### Profilul 3 (doar pentru Audio)
Profilul 3 este special pentru playerele audio și nu necesită decodare video sau BD-J.

### Codecuri
Specificația formatului BD-ROM include suport pentru trei codec-uri: MPEG-2, MPEG-4 H.264 și VC-1, un nou codec creat pe baza Microsoft Windows Media Player 9. Folosind primul codec pe un strat, se poate înregistra aproximativ două ore de video de înaltă definiție, celelalte două codecuri permit până la patru ore de vide pe strat.

Pentru sunet, BD-ROM acceptă PCM liniar (necomprimat), Dolby Digital, Dolby Digital Plus, DTS, Dolby TrueHD, DTS-HD și Dolby Lossless.

## Formate

### BD-R
Blu-ray recordable sunt numai pentru scriere o singură dată. Poate stoca 25 de GB de date (disc cu un singur strat înregistrabil) sau 50 de GB (discul cu două straturi). Aceste discuri sunt fabricate de Verbatim, Pioneer, Mitsubishi, Sony și Maxell.

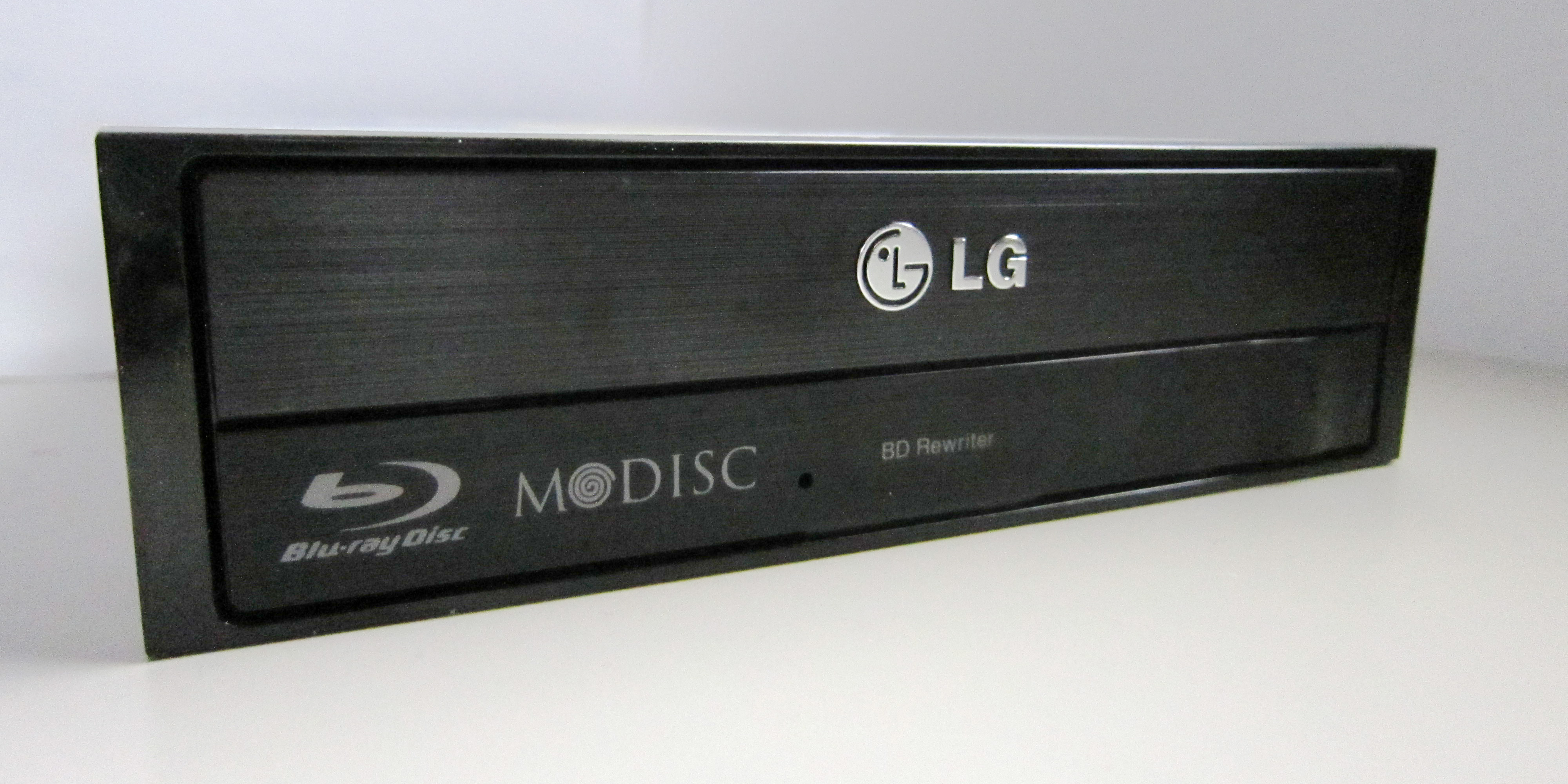
LG model WH14NS40 cu logo pentru Blu-ray și M-DISC

M-DISC (Millennial Disc) este un tip de BD-R inventat de firma Millenniata în 2009 care este puțin mai gros și aproape transparent. Producătorii garantează o durabilitate a datelor de până la 1000 de ani. 
Discurile Millennial sunt momentan disponibile în varianta BD-R cu un singur strat de 25 GB și  două straturi de 50 GB. În curând va fi disponibilă și versiune BD-XL de 100 GB cu trei straturi.
M-disc-urile se pot scrie cu orice unitate optică care are logo-ul inscripționat

### BD-RE
Blu-ray Disc Recordable Erasable (BD-RE) poate fi șters și reînregistrat de mai multe ori. Capacitățile sunt de 25 GB pentru discuri cu un singur strat, 50 GB cu două straturi, 100 GB pentru treistraturi și 128 GB cu patru straturi (doar în BD-R). 

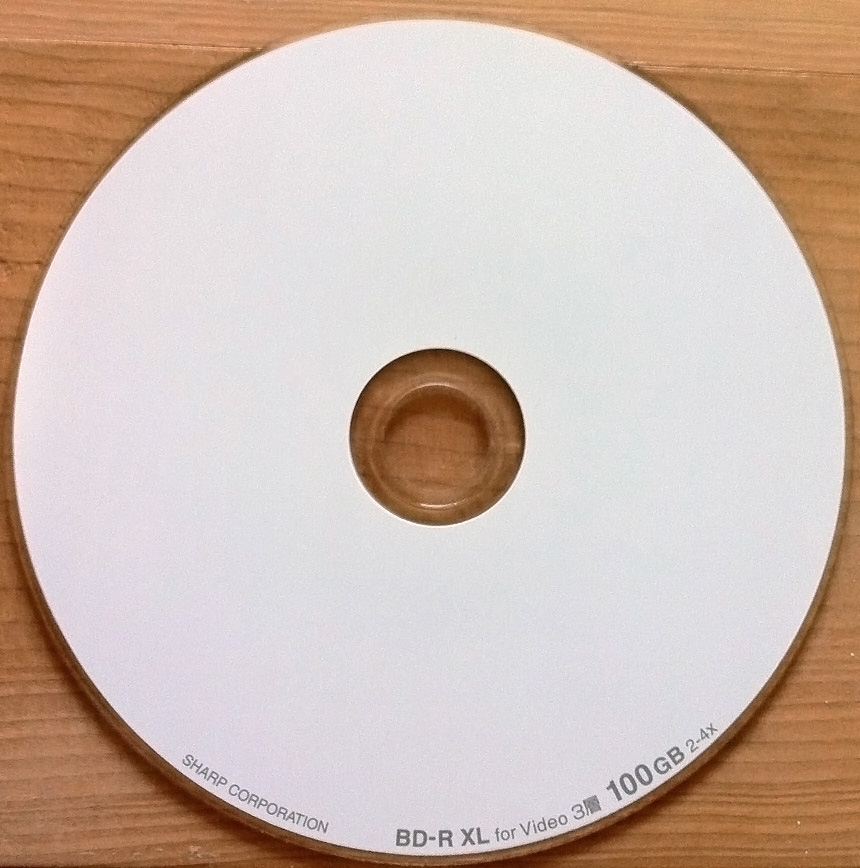
Un disc 100 GB BDXL triplu strat

### BDXL
Blu-ray Extra-large poate stoca 100 și 128 de GB de date, disc ce are trei straturi BD-R. Varianta reînregistrabilă a acestui BDXL poate stoca 100 GB. BDXL a fost fabricat prima oară de Sharp, în iunie 2010. 

### BD-9
BD-9 este un DVD cu laser roșu cu conținut BD. Discul trebuie să funcționeze la o viteză mai mare decât 3x, cu o rată de transfer de până la 30,24 Mbit/sec.

### Mini Blu-ray
Discul Mini-Blu-ray are 8 cm diametru și poate stoca maximum 7,5 GB de date, iar variantele înregistrabilă (BD-R) și reînregistrabilă (BD-RE) au fost create special pentru camerele video compacte și alte aparate de înregistrare de dimensiuni mici.

### TehnologiaHard-coating
Din cauza faptului că la discul Blu-ray obișnuit stratul de înregistrare se află aproape de suprafața discului, primele discuri erau sensibile la zgârieturi și trebuiau să fie ținute în carcase plastice de protecție. Discurile Blu-ray folosesc acum pe suprafața pe care este înscrisă informația un strat de material protector. Metodele de fabricare ale firmelor Sony și Panasonic includ tehnologii brevetate de protejare numite "hard-coating" (îmbrăcăminte dură). Discurile reinscripționabile de la Sony sunt acoperite cu un strat protector antitstatic și rezistent la zgârieturi.
Compania americană TDK a anunțat în ianuarie 2004 o cale de a remedia problema, prin introducerea unui strat protector polimeric care oferă discurilor Blu-ray rezistență substanțială la zgârieturi. Substanța a fost dezvoltată de TDK și se numește "Durabis". Aceasta permite curățarea discurilor cu un simplu șervețel.
Compania Verbatim a anunțat în iunie 2006 că toate discurile lor de tip Blu-ray, atât cele inscripționabile cât și cele reinscripționabile, vor incorpora tehnologia proprie de protejare numită ScratchGuard, care oferă protecție împotriva zgârieturilor, abraziunii, amprentelor și urmelor de grăsime. Cu toate acestea, dacă se întâmplă ca discul să se zgârie, el nu mai poate fi folosit, și în prezent nu există o modalitate de a scoate zgârietura făra a cauza pierderi de date ireparabile.

### Dezvoltare
Deși specificațiile discurilor Blu-ray au fost finalizate, inginerii continuă să lucreze pentru a obține tehnologii și mai avansate. S-au făcut demonstrații cu discuri cu patru straturi (400 GB) cu ajutorul unei unități optice modificate. În afară de asta, TDK a anunțat în august 2006 că au creat un disc Blu-Ray experimental capabil să stocheze 200 de GB pe o singură față, folosind șase straturi de câte 33 GB. Din câte se pare aceste discuri nu vor funcționa pe unele dintre dispozitivele de citire Blu-ray, căci aceste dispozitive sunt certificate doar pentru discuri care îndeplinesc specificațiile actuale.
Pioneer a realizat un nou disc experimental Blu-ray cu o capacitate de 400 de GB, ce pot fi scriși pe cele 16 straturi suprapuse, urmat de unul cu 20 de straturi de 500 GB.  În momentul de față, companiile din Blu-ray Association discută despre realizarea unui disc de 1 TB (1 Terabyte = 1.000 GB) de date.

### Disc Blu-ray din hârtie
La 15 aprilie 2004, Sony Corporation și Toppan Printing, o editură japoneză renumită, au anunțat crearea primului disc Blu-ray făcut în mare parte din hârtie. Comparat cu discurile Blu-ray obișnuite acesta conține 51 % hârtie, poate stoca 25 GB de date și necesită pentru fiecare disc mai puțin material. Sony și Toppan au spus că vor continua să dezvolte produsul pentru uz practic.

## Standarde software

### Coduri regionale
Codurile regionale ale discurilor Blu-ray cu filme sunt diferite de codurile regionale ale DVD-urilor  Următoarele sunt codurile regionale pentru discurile Blu-ray:

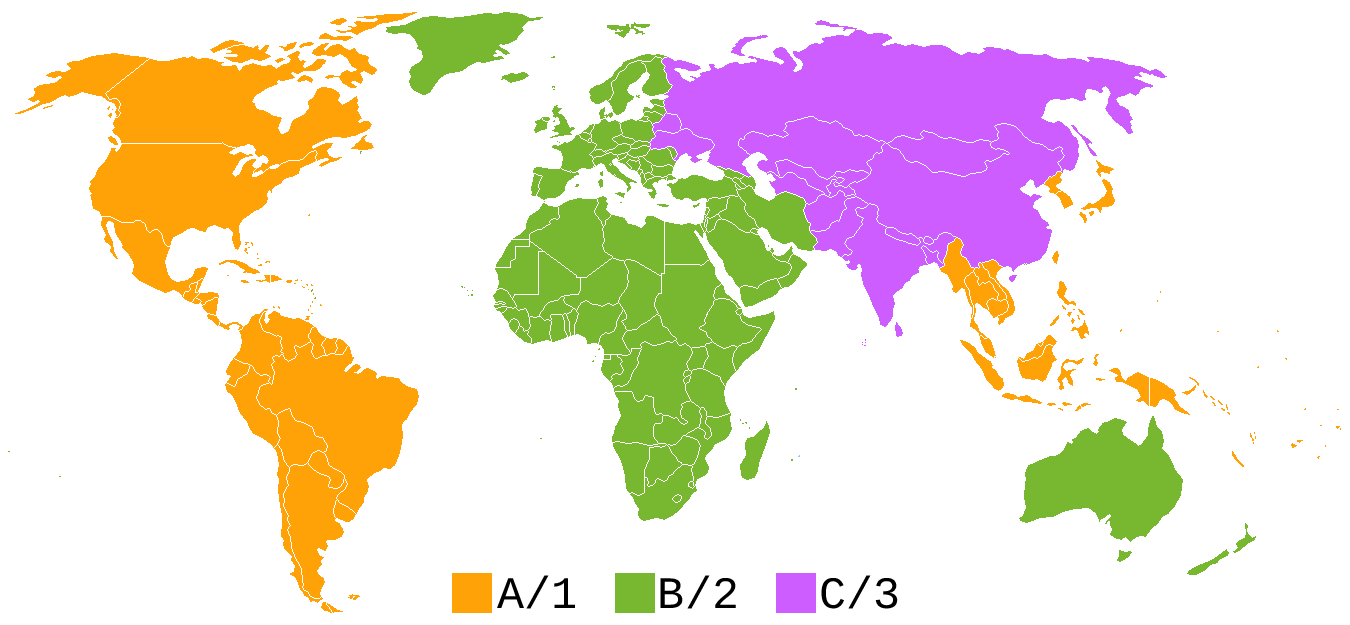
Regiuni pentru standardul Blu-Ray

| Cod regional | Zonă |
| ------------ | --- |
| A/1          | America de Nord, America Centrală, America de Sud, Japonia, Coreea de Nord, Coreea de Sud, Taiwan, Hong Kong și Asia de Sud-Est. |
| B/2          | Europa, Groenlanda, Teritoriile Franceze, Orientul Mijlociu, Africa, Australia și Noua Zeelandă.                                 |
| C/3          | India, Nepal, China, Rusia, Asia Centrală și Asia Sudică.                                                                        |

## Protecția drepturilor de autor
În discurile Blu-ray, este folosit un element de securitate numit BD +, care permite  schimbarea dinamic a schemei de criptare. Odată ce o schemă de criptare este spartă, producătorii o pot actualiza și toate copiile ulterioare vor fi protejate de o nouă schemă. Astfel, un singur hacking al unui cifru nu va permite compromiterea întregii specificații pe întreaga perioadă a vieții sale. 
Următorul nivel de protecție pe care îl au discurile Blue-ray este tehnologia digitală de filigranare BD ROM-Mark folosind standardul Advanced Access Content System (AACS). Acesta conține o cantitate mică de date criptografice necesare pentru decriptarea conținutului criptat. .

## Comparație între discurile Blu-ray  / HD DVD
Rivalul principal al discului Blu-ray HD DVD, susținut de Toshiba, NEC Corporation, Microsoft, și Intel. HD DVD are o capacitate redusă per strat (15 GB vs 25 GB). Cu toate acestea majoritatea (70%) discurilor Blu-ray ce conțin filme sau jocuri sunt doar cu un singur strat de 25 GB, față  de aproape toate (peste 90%) discurile HD DVD (de 30 GB) cu filme, acestea având două straturi. În 2007 doar 46%  dintre filmele pe Blu-ray au fost lansate pe discuri de 25GB (03/2007).
În compresia audio-video, discurile Blu-ray și HD DVD sunt la prima vedere asemănătoare: ambele suportă MPEG-2, VC-1, și H. 264 pentru compresia video, și Dolby Digital( AC-3), PCM, și DTS pentru compresia audio. Prima generație de filme pe disc Blu-ray folosește MPEG-2 (standardul actual folosit pentru DVD-uri, deși codat la o rezoluție video și un bit rate mult mai mare  decât DVD-urile obișnuite, pe când HD DVD-urile folosesc codecul VC-1.
Datorită capacității totale mai mari, producătorii discului Blu-ray au opțiunea să aleagă pe viitor  atât un bit rate maxim video mai mare, cât și un bit rate mediu superior. În compresia audio, există niște diferențe. Discurile Blu-ray permit melodii AC-3 la 640 kbit/s , aceasta fiind mai mare decât HD Dvd-ul al cărui maxim este de 504 kbit/s.
Discurile HD DVD cât și cele Blu-ray suportă frame rate-ul de 24p( formatul tradițional de film) dar implementările tehnice ale acestui mod sunt diferite de la un format la altul, acestea neafectând rezoluția imagini sau spațiul de stocare.
Cinci studiouri de la  Hollywood lansează filme exclusiv pe discurile Blu-ray: Columbia Pictures, MGM, Disney, Lionsgate and 20th Century Fox (Columbia Pictures și MGM aparțin de Sony Pictures). Patru studiouri de la Hollywood sprijină atât discurile Blu-ray  cât și cele HD DVD: Paramount Pictures, DreamWorks, Warner Bros. și New Line Cinema. Două studiouri lansează filme exclusiv pe HD DVD: Universal Studios și Weinstein Company.
Un tabel ce compară formatele media de înaltă definiție
DVD este inclus pentru comparație
| Disc                         | Disc                         | Disc                         | Blu-ray                                           | HD DVD                                                | DVD                                 |
| ---------------------------- | ---------------------------- | ---------------------------- | ------------------------------------------------- | ----------------------------------------------------- | ----------------------------------- |
| Lungime undă laser           | Lungime undă laser           | Lungime undă laser           | 405 Nanometri                                     | 405 Nanometri                                         | 650 Nanometri                       |
| Apertură numerică            | Apertură numerică            | Apertură numerică            | 0.85                                              | 0.65                                                  | 0.6                                 |
| Capacitate de stocare        | singur strat                 | singur strat                 | 25 GB                                             | 15 GB                                                 | 4.7 GB                              |
| Capacitate de stocare        | două straturi                | două straturi                | 50 GB                                             | 30 GB                                                 | 8.5 GB                              |
| Timp de redare în (note 1)   | SD cu MPEG-2 la 5Mbits/s     | SD cu MPEG-2 la 5Mbits/s     | 22.2 ore                                          | 13.3 ore                                              | 3.8 ore                             |
| Timp de redare în (note 1)   | HD with                      | AVC sau VC-1 la 13Mbits/s    | 8.5 ore                                           | 5.1 ore                                               | -                                   |
| Timp de redare în (note 1)   | HD with                      | MPEG-2 la 20Mbits/s          | 5.6 ore                                           | 3.3 ore                                               | -                                   |
| Codec Video                  | Codec Video                  | Codec Video                  | MPEG-4 AVC (H.264) / VC-1 / MPEG-2                | MPEG-4 AVC (H.264) / VC-1 / MPEG-2                    | MPEG-1 / MPEG-2                     |
| Codec audio                  | fără pierdere                | obligatoriu                  | Linear PCM                                        | Linear PCM / Dolby TrueHD                             | Linear PCM                          |
| Codec audio                  | fără pierdere                | opțional                     | Dolby TrueHD / DTS-HD Master Audio                | DTS-HD Master Audio                                   | -                                   |
| Codec audio                  | cu pierdere                  | obligatoriu                  | Dolby Digital / DTS / MPEG Audio                  | Dolby Digital Plus / Dolby Digital / DTS / MPEG Audio | Dolby Digital / MPEG Audio (Europa) |
| Codec audio                  | cu pierdere                  | opțional                     | Dolby Digital Plus / DTS-HD de înaltă rezoluție   | DTS-HD de înaltă rezoluție                            | DTS / MPEG Audio (America de Nord)  |
| Bitrate Maxim                | Rată de transfer             | Rată de transfer             | 54.0 Mbit/s                                       | 36.55 Mbit/s                                          | 10.08 Mbit/s                        |
| Bitrate Maxim                | Audio+Video                  | Audio+Video                  | 48.0 Mbit/s                                       | 30.24 Mbit/s                                          |                                     |
| Bitrate Maxim                | Video                        | Video                        | 40.0 Mbit/s                                       | 29.4 Mbit/s                                           | 9.8 Mbit/s                          |
| Decodor video secundar (PIP) | Decodor video secundar (PIP) | Decodor video secundar (PIP) | Opțional (Profil 1.1, obligatoriu Noiembrie 2007) | Necesar                                               | -                                   |
| Suport pentru Internet       | Suport pentru Internet       | Suport pentru Internet       | Opțional (Profil 2.0)                             | Necesar                                               | -                                   |
| Rezoluție video (maximă)     | Rezoluție video (maximă)     | Rezoluție video (maximă)     | 1920×1080 24p sau 50/60i HDTV                     | 1920×1080 24p sau 50/60i HDTV                         | 720×480 și 720×576 50/60i SDTV      |
| Protejare conținut           | Protejare conținut           | Protejare conținut           | AACS-128bit / BD+                                 | AACS-128bit                                           | CSS 40-bit                          |
| Strat Protector              | Strat Protector              | Strat Protector              | Necesar                                           | Opțional                                              | Opțional                            |

## Alte tehnologii de stocare optică
- HD DVD
- AVCHD
- Digital Multilayer Disk – tehnologia succesoare a Fluorescent Multilayer Disc
- Enhanced Versatile Disc
- Forward Versatile Disc – Format cu laser roșu Arhivat în 8 aprilie 2007, la Wayback Machine. al Taiwan-ului
- Hyper CD-ROM
- Fluorescent Multilayer Disc
- Holographic Versatile Disc - discuri cu o capacitate de stocare de 200 și 300 GB sunt în curs de dezvoltare și prototipuri, este estimat că vor apare în 2008
- Protein-coated disc
- Tapestry Media
- Versatile Multilayer Disc
- Ultra Density Optical
- Professional Disc for DATA (PDD sau ProDATA)

## Vezi și
- Televiziune cu rezoluție înaltă
- Universal Media Disc

## Legături externe
- Fundația Blu-Ray Arhivat în 10 ianuarie 2010, la Wayback Machine.